# Copelata
Die Copelata sind die einzige Ordnung der Larvacea, einer Klasse der Manteltiere (Urochordata). Nach einem heute als Synonym betrachteten Namen für die Klasse, Appendicularia, werden die Tiere im Deutschen auch Appendikularien genannt. Dieser Name kann jedoch zur Verwechslung mit einer untergeordneten Gattung führen. Die Ordnung umfasst 64 Arten in drei Familien, alle leben im Meer als Filtrierer.

## Merkmale
Larvacea sind durchsichtige, kleine Lebewesen. Die bei den Manteltieren übliche Außenhaut, der Mantel, fehlt. Auch nach Erlangung der sexuellen Reife behalten die Tiere den kaulquappenartigen Larvenkörper. Der Körper erreicht zwischen 1 (Oikopleura) und 25 (Bathochordaeus) Millimeter Länge und besteht aus einem die meisten inneren Organe enthaltenden Rumpf sowie einem Schwanz, in dessen Mitte die Chorda dorsalis verläuft.
Aus dem Rumpf sezernieren die Tiere aus einer schleimigen Substanz ihr Gehäuse, das einen Durchmesser von 4 Millimetern (Oikopleura) bis 2 Zentimetern (Bathochordaeus) erreichen kann. Das Gehäuse kann die Tiere vollständig einschließen, wie bei den Gattungen Oikopleura und Bathochordaeus, oder nur den Schwanz umfassen, wie bei den Fritillaria. Aufgebaut ist es als komplexes schleimiges Netz, es dient zum Sammeln von Plankton. Körper und Gehäuse sind von gelatinöser Konsistenz.

## Lebensweise
Larvacea leben als Filtrierer weltweit in Meeresströmungen des Pelagials. Durch das regelmäßige Schlagen des Schwanzes entsteht ein Wasserstrom durch das Gehäuse, mit dem Nahrung herbeigestrudelt wird, ein komplexes Filtersystem dient der Abtrennung von Nährstoffen.
Bei Störungen verlassen die Tiere ihr Gehäuse durch eine Öffnung im hinteren Bereich und bilden aus vorhandenen Ansätzen am Rumpf bald ein neues Gehäuse. Die Tiere sind Nahrung für zahlreiche Tiere, darunter auch Sardellen. Bei manchen Arten sind im Gehäuse bioluminiszente Körnchen eingebettet, von denen vermutet wird, dass sie im Falle eines Angriffs das Tier schützen, indem es leer zurückgelassen wird und leuchtet, während der eigentliche Körper herabsinkt und ein neues Gehäuse aufbaut.
Larvacea vermehren sich ausschließlich sexuell, mit Ausnahme von Oikopleura dioica sind sie zwittrig. Die Spermien werden direkt in das umgebende Wasser abgegeben, die Eier gelangen durch Zerreißen der Körperwand ins Freie, wodurch das Tier zugrunde geht. Bei guter Nahrungsgrundlage kann sich die Produktion von Gameten extrem beschleunigen und innerhalb weniger Tage zu regelrechten „Blüten“ führen.

## Systematik
Die Ordnung enthält drei Familien und 64 Arten.
- Fritillariidae
  - Fritillaria
  - Appendicularia
  - Tectillaria
- Kowalevskiidae
  - Kowalevskia
- Oikopleuridae
  - Althoffia
  - Mesoikopleura
  - Pelagopleura
  - Sinisteroffia
  - Chunopleura
  - Folia
  - Megalocercus
  - Oikopleura
  - Stegosoma
  - Mesochordaeus
  - Bathochordaeus
    - Bathochordaeus charon

## Nachweise
1. 1 2 3 4 5  Michael S. Schaadt: Appendicularia (Larvaceans). In: Michael Hutchins, Dennis A. Thoney, Neil Schlager (Hrsg.): Grzimek’s Animal Life Encyclopedia. Second Edition. Volume 1: Lower Metazoans and Lesser Deuterostomes, 2003, S. 473–477, ISBN 0787653624
2. ↑  WoRMS (2009): Copelata World Register of Marine Species